# 愛されんだぁ I Surrender
「愛されんだぁ I Surrender」（あいされんだぁ）は、日本のロックバンド・L'Arc〜en〜Cielのベーシスト、tetsuyaがTETSUYA名義で発表した通算11作目のシングル。2017年6月14日に発売。発売元はEMI Records。

## 解説
前作「Make a Wish」「Time goes on 〜泡のように〜」から約8ヶ月ぶりとなるシングル。
表題曲「愛されんだぁ I Surrender」は、1980年代に謳歌したグラムロックの輝きを纏った楽曲となっている。この曲は、レーベルのA&Rからの「グラムロックっぽい曲をつくってほしい」というリクエストを受けて制作されたもので、TETSUYAは「「Are you ready to ride?」とか「Roulette」みたいにリフを活かした曲もありますけど、あまりリフから曲をつくるタイプではないんですよね。でも、リクエストされた以上、カッコいいリフをつくらないといけないなと。それに、せっかくリフからつくるならAメロはリフを貫く形にしようとか、そういうところから曲づくりに入っていきました」と制作を振り返っている。また、TETSUYAはボーカル録りを振り返り「グラムというのは気だるい感じなのかなと思って、いろんな歌い方を試した中から、ああいう歌に落とし込んだ」と述べている。さらに、この曲の制作では、アレンジャーとして陶山隼を招聘している。陶山は、TETSUYAがL'Arc〜en〜Cielとして2016年12月に発表した楽曲「Don't be Afraid」に共同編曲者で参加しており、TETSUYAのソロ名義作品のレコーディングに関しては今回が初参加となる。なお、この曲は、2017年4月28日に開催したFC限定ライヴ「CÉLUXE NIGHT VOL.3」で、アコースティックアレンジを施したバージョンで初披露されている。余談だが、この曲は、ストック曲をリリースすることの多いTETSUYAとしては珍しく、制作からリリースまでの期間がかなり短い音源になっている。
なお、表題曲のタイトルは、当初「I Surrender」だったが、TETSUYAの「英語表記の"I Surrender"だけだと逆に恥ずかしい気がした」「レインボーの曲に「アイ・サレンダー」があるから」という考えにより、現在のタイトルに変更されている。ちなみに、タイトルの読み方は「あいされんだぁ」で「あいされんだぁ アイサレンダー」ではない。タイトルの読み方について、TETSUYAは「デザインとして2つ並べているだけで、丸井(〇|〇|)と一緒ですよ。“丸井 丸井”と2回言わないですよね（笑）」と述べている。
表題曲のミュージック・ビデオは、TETSUYAの「誰もいない空間に、僕と猫だけがいる映像を撮りたい」というイメージをもとに撮影されている。ちなみに撮影場所は、東京のパレットタウンにあったヴィーナスフォートというショッピングモールで、これはTETSUYAにより選定されている。TETSUYAは本作発売当時に受けたインタビューで、撮影場所を決めた経緯について「街中だとどうしても人がいるから、閉店後のショッピングモールがいいんじゃないかな。だとすると、絵的にヴィーナスフォートが合うと思ったんです。借りれる、借りれないといったことは分からずに、アイディアとして投げたら、すぐに（監督が）ロケハンに行ってくださって、ヴィーナスフォートで撮ろうということになりました」と述懐している。また、TETSUYAは同インタビューで「ミュージッククリップを観た人がヴィーナスフォートだと分かっても構わないし、それを無理して、海外っぽく見せるのはダサいなと思っていたんですよ。だからヴィーナスフォートの雰囲気をそのまま活かした絵にしてもらいました」と述べている。
カップリングには、前作の表題曲「Make a Wish」のリミックスバージョンが収録されている。なお、リミックスは、音楽プロデューサーのTeddyLoidが手掛けている。
また、本作のマスタリングは、ソロ名義の全ての作品のマスタリング、そしてL'Arc〜en〜Cielのベストアルバム『QUADRINITY 〜MEMBER'S BEST SELECTIONS〜』のtetsuya bestディスクでリマスタリングを担当したトム・コインが担当している。なお、トム・コインは2017年4月に他界した為、本作がトムと作る最後の作品になった。
本作は、初回限定盤（CD+DVD）、通常盤（CD）の2形態で発売されている。初回限定盤には表題曲のミュージック・ビデオ、MVやジャケット写真撮影のメイキング映像を収めたDVDが付属されている。また、初回特典として、2017年8月開催のライヴ「TETSUYA 15th ANNIVERSARY LIVE」のチケット先行予約案内が封入されている。さらに、スマートフォンで本作の収録曲を再生できるサービス、"PlayPASS"を利用するためのプレイパスコードが記載された紙も封入されている。

## 収録曲
| #  | タイトル                                    | 作詞    | 作曲    | 編曲 / リミックス       | 時間 |
| -- | ------------------------------------------- | ------- | ------- | ----------------------- | ---- |
| 1. | 「愛されんだぁ I Surrender」                | TETSUYA | TETSUYA | 陶山隼・TETSUYA（編曲） | 3:55 |
| 2. | 「Make a Wish TeddyLoid Remix」             | TETSUYA | TETSUYA | TeddyLoid（リミックス） | 4:58 |
| 3. | 「愛されんだぁ I Surrender -Instrumental-」 |         | TETSUYA | 陶山隼・TETSUYA（編曲） | 3:52 |

## 初回限定盤付属DVD
1. 「愛されんだぁ I Surrender」Music Clip
ディレクター：大喜多正毅
2. 「愛されんだぁ I Surrender」Music Clip & Jacket Shooting メイキング映像
3. LIVE TOUR 2016「THANK YOU」at 赤坂BLITZ ダイジェスト映像

## 参加ミュージシャン
- 愛されんだぁ I Surrender
  - TETSUYA：Vocals & Bass
  - 西川進：Guitars
  - 石井悠也：Drums
  - 陶山隼：Synthesizer Programming

## 収録アルバム
- 『STEALTH』 (#1)

## タイアップ
愛されんだぁ I Surrender
- レコチョクCMソング